# Cantagallo (Spanyolország)
Cantagallo település Spanyolországban, Salamanca tartományban. Cantagallo Puerto de Béjar, Aldeacipreste, Béjar, Candelario és La Garganta községekkel határos. Lakosainak száma 279 fő (2024).

## Népesség
A település népessége az elmúlt években az alábbi módon változott:
| Lakosok száma | 289  | 257  | 251  | 267  | 283  | 273  | 261  | 255  | 275  | 279  |
|               | 2001 | 2004 | 2007 | 2009 | 2012 | 2014 | 2017 | 2019 | 2022 | 2024 |